# جزيرة كرامب
جزيرة كرامب (بالإنجليزية: Crump Island) هي جزيرة تقع قبالة الساحل الشمالي الشرقي لأنتيغوا وإلى الجنوب الشرقي من جزيرة غينيا وتطل على خليج ميرسر كريك. تقع الجزيرة بالقرب من بلدة سيتون.